# Le Démon (opéra)
Pour les articles homonymes, voir Le Démon et Démon.

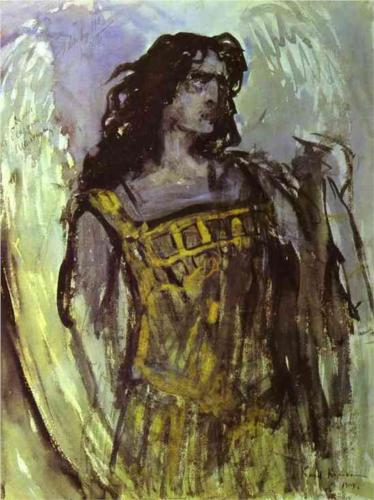
Chaliapine dans le rôle du Démon (1903), aquarelle de Korovine.

Le Démon (Де́мон), est un opéra d'Anton Rubinstein en trois actes et sept tableaux sur un livret de Pavel Viskovatov d'après Le Démon, poème de Lermontov. La première a eu lieu le 13 janvier 1875 (25 janvier dans le calendrier grégorien) au théâtre Mariinsky de Saint-Pétersbourg. Bien que souvent joué en Russie, cet opéra est peu joué ailleurs.

## Histoire
Rubinstein se met à la composition de cet opéra à partir de la fin de l'année 1871 sur un livret du biographe et spécialiste de Lermontov, Pavel Viskovatov. Il prévoit aussi une version en allemand, pour le présenter en Allemagne, au cas où l'opéra mettrait plus de temps à être monté en Russie. La composition est terminée au bout de trois mois et présentée à la direction du Mariinsky, mais il faut attendre trois ans avant de le présenter au public au cours d'une première au bénéfice d'Ivan Melnikov. Rubinstein change le nom du personnage de l'Ange en « bon génie », refusant les décors d'icônes et de lampes liturgiques dans la cellule de Tamara et change quelques expressions du livret. La direction de l'orchestre est confiée à Eduard Napravnik avec des décors de Mikhaïl Botcharov, Matveï Chichkov et Lagorio. Pour la première du Mariinsky, les rôles sont tenus par Wilhelmine Raab (Tamara), Alexandra Kroutikova (l'Ange), Fiodor Komissarjevski (le prince Sinodal), Ivan Melnikov (le Démon), Ossip Petrov (le prince Goudal), Olga Schröder (la nourrice).
L'opéra est montré à Moscou le 22 octobre/3 novembre 1879 au Théâtre Bolchoï sous la direction d'Enrico Bevignani.
Le Démon est représenté pour la première sur une scène allemande à Hambourg en 1880 sous la direction du compositeur lui-même. La traduction en allemand est d'Alfred Offermann.
L'opéra est de nouveau présenté en 1904 au Théâtre Bolchoï de Moscou sous la direction d'Ippolit Altani, avec une mise en scène de Romuald Vassilievski, un ballet chorégraphié par Alexeï Bogdanov et des décors de différents scénographes dont Constantin Korovine. Il est joué à nouveau au même endroit en 1936, puis en 1953 sur la scène de la filiale du Bolchoï, sous la direction de Mikhaïl Joukov, avec une mise en scène de Titsian Charachidzé. Les rôles sont tenus par Alexeï Bolchakov (le Démon), Natalia Spiller (Tamara) et Solomon Khromenko (Sinodal).
La première à Paris a lieu en mai 1911, mais les critiques considèrent cet opéra comme démodé.

### Reprises fameuses
- 1950: sous la direction d'Alexandre Melik-Pachaïev, chœur et orchestre du Théâtre Bolchoï, URSS.

Rôles: le Démon: Alexeï Ivanov, Тамара: Tatiana Talakhadze, le prince Goudal — Sergueï Krassovski, le prince Sinodal: Ivan Kozlovski, le vieux domestique: Vladimir Gavriouchov, la nourrice: Maria Kouznetsova, l'Ange: Elena Gribova, le messager: Alexandre Khosson.
- 1957: sous la direction de Vadim Kalentiev, chœur et orchestre du Théâtre d'opéra et de ballet Kirov de Léningrad, URSS.

Rôles: le Démon: Georg Ots, Tamara: Olga Kochevarova, le prince Goudal: Nikolaï Konstantinov, le prince Sinodal: Sergueï Matveïev, le vieux domestique: Andreï Atlantov, la nourrice: Lioumila Groudina, l'Ange: Era Kraïouchkina, le messager: Alexandre Iline.
- 1974: sous la direction de Boris Khaïkine, grand chœur de la télévision centrale et de la radio soviétique.

Rôles: le Démon: Alexandre Poliakov, Tamara: Nina Lebedeva, le prince Goudal: Evgueni Vladimirov, le prince Sinodal: Alexeï Ousmanov, le vieux domestique: Boris Morozov, la nourrice: Nina Grigorieva, l'Ange: Nina Derbina, le messager: Iouri Elnikov.
- 2015: Le Démon est joué dans une version semi-concert à la salle de concert Tchaïkovski de Moscou en 2015 avec Dmitri Khvorostovski dans le rôle-titre et Asmik Grigorian dans celui de Tamara, sous la direction de Dmitri Bertman de l'Opéra Hélikon et diffusé à la télévision russe. La scène finale de l'opéra apparaît aussi dans le CD de 2016 Chants d'amour de paix, de guerre et de douleur de Dmitri Hvorostovsky[7].

- 2018: Une reprise est présentée sous la direction de Bertman au Gran Teatre del Liceu de Barcelone en avril-mai 2018. Cette représentation devait se faire avec Dmitri Khvorostovski dans le rôle-titre, mais il meurt d'une tumeur au cerveau en 2017. Il est remplacé par le baryton-basse letton Egils Siliņš[8].

## Rôles

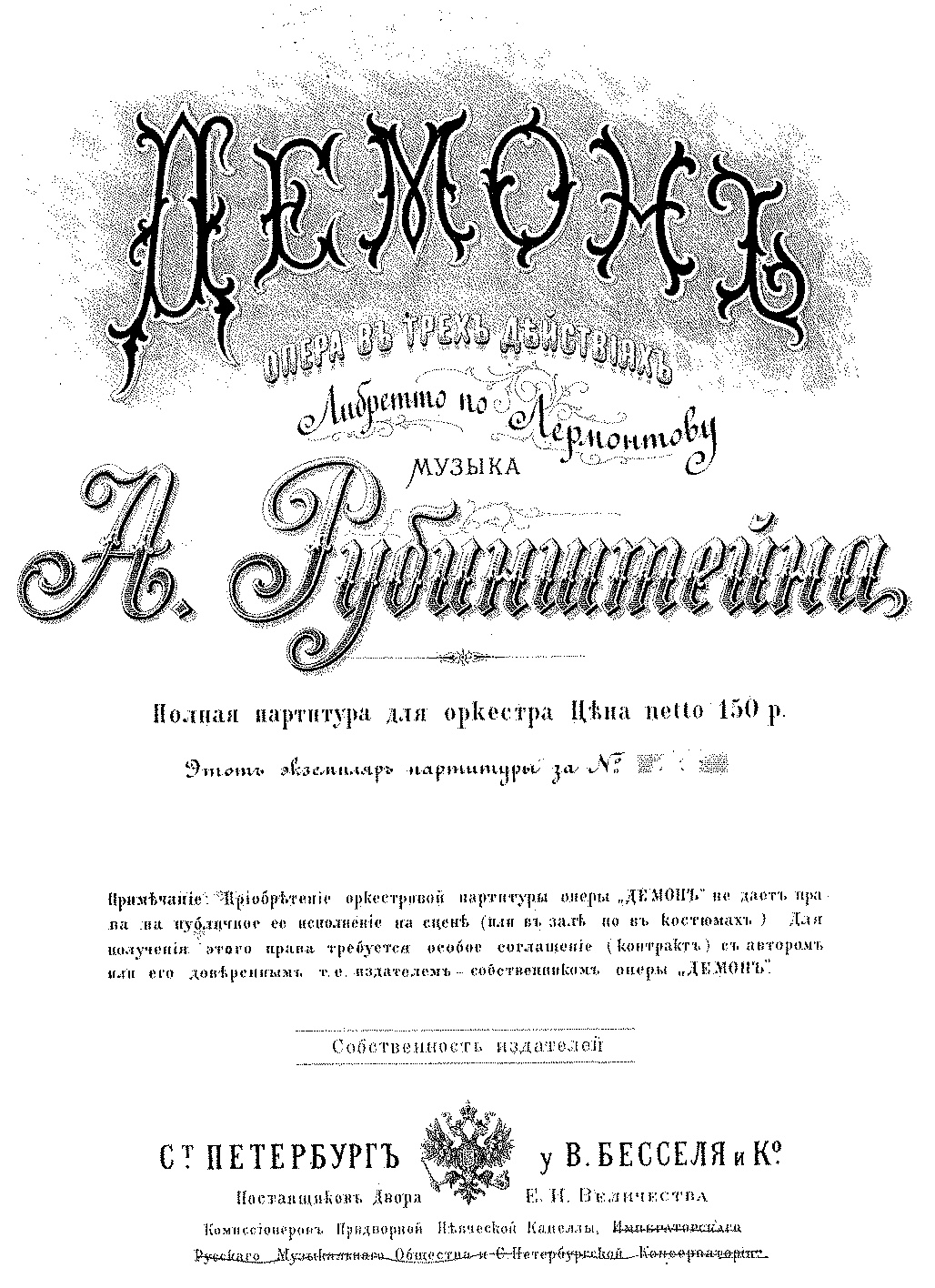
Couverture de la partition (1876).

- Le Démon, ange déchu: baryton-basse
- Tamara: soprano
- Le prince Goudal, père de Tamara: basse
- Le prince Sinodal, fiancé de Tamara: ténor
- La nourrice de Tamara: contralto
- L'Ange messager: mezzo-soprano
- Le messager: ténor
- Le vieux domestique: basse
- Chœurs de bons et de mauvais esprits, de Géorgiens, d'hôtes, de Tatars, de domestiques et de moniales.

Lieu d'action: Géorgie.

## Musique et argument

### ActeI
Premier tableau. Prologue. Présentation. Chœurs de différents esprits. Monologue du Démon Monde maudit («Проклятый мир») et son duo avec l'Ange.
Pendant une tempête dans les montagnes du Caucase, un chœurs de mauvais esprits en appelle au Démon pour qu'il vienne détruire la beauté de la création de Dieu. Le démon chante sa haine de l'univers et rejette la supplication de l'Ange de se réconcilier avec le Ciel.
Deuxième tableau. Chœur des jeunes filles Nous allons vers l'Aragvi bénie («Ходим мы к Арагви светлой»), dans lequel Tamara chante des passages de colorature. Scène de Tamara et du démon. Dans son arioso Enfant, dans tes bras («Дитя, в объятиях твоих»), on ressent un appel passionné.
Tamara qui attend son mariage avec le prince Sinodal se trouve près de la rivière Aragvi avec ses compagnes. Le Démon l'aperçoit et tombe amoureux d'elle. Il lui promet que l'univers s'agenouillera devant elle si elle lui rend son amour. Tamara est fascinée, mais terrifiée et retourne au château.
Troisième tableau. L'arioso tendre du prince Sinodal Transformé en faucon («Обернувшись соколом») se distingue par un motif fantaisiste dans le goût oriental. Le chœur d'hommes Nuit («Ноченька…») résonne de manière alarmante et mystérieuse. L'air du prince Sinodal La Nuit ténébreuse («Ноченькою тёмною») est plein de bonheur et de désir passionné.
La caravane du prince Sinodal se dirige vers le château du prince Goudal pour son mariage avec Tamara, mais elle est retardée par un glisseent de terrain. Le Démon apparaît et jure que Sonodal ne verra plus Tamara. La caravane est attaquée par les Tatars et le prince est mortellement blessé. Avant d'expirer, il demande à son domestique de mener son corps à Tamara.

### ActeII
Quatrième tableau. Entracte: dans l'introduction symphonique, les rythmes de la procession de deuil alternent avec une fanfare solennelle. Le chœur joyeux des invités En ce jour joyeux nous sommes réunis est remplacé par la danse passionnée et capricieuse des femmes, puis par la danse énergique et impétueuse des hommes et la danse douce et flexible des jeunes filles. Dans un air de lamentation Mon prince, réveille-toi! («Мой князь, очнись!»), Tamara pleure son fiancé. Deux romances du Démon se font entendre : Ne pleure pas mon enfant («Не плачь, дитя») et Dans l'air de l'océan («На воздушном океане»)
Les festivités pour le mariage commencent. Un messager annonce que la caravane du prince a pris du retard. Tamara sent la présence du Démon et elle est prise de frayeur. Lorsque le corps du prince Sinodal est amené au château, Tamara est noyée de chagrin; mais à sa grande horreur elle continue à entendre la voix du Démon et ses promesses. Elle supplie son père de la laisser entrer au monastère.

### ActeIII
Cinquième tableau. Romance de Tamara Nuit chaude, nuit tranquille («Ночь тепла, ночь тиха») et scène avec le Démon (troisième romance du Démon Je suis celui que tu as écouté («Я тот, которому внимала»).
Le Démon tente de pénétrer dans le monastère où vit désormais Tamara, pensant que son amour pour elle lui a ouvert l'esprit à la bonté. L'Ange tente en vain de le dissuader d'entrer.
Sixième tableau. Le Démon et l'Ange (épilogue).
Tamara prie dans sa cellule, mais elle est constamment troublée par les pensées du Démon qui lui apparaît en rêve. Tout d'un coup, le Démon apparaît en réalité, lui déclare son amour et la supplie de l'aimer en retour. Tamara s'efforce de résister, mais se sent attirée. Le Démon lui donne un baiser en triomphe. Soudain, l'Ange apparaît à son tour et montre à Tamara le fantôme du prince Sinodal. Horrifiée, Tamara lutte pour sortir de l'emprise du Démon et tombe, morte.
Septième tableau. Apothéose.
L' Ange proclame que Tamara est sauvée par ses souffrances, tandis que le Démon est condamné à la solitude éternelle. Le démon maudit son destin. L'âme de Tamara est portée en apothéose vers le Ciel, accompagnée d'anges.

## Adaptation à l'écran
- Le Démon, film télévisé, 1960 (URSS).

## Enregistrements
- Le Démon, opéra en 3 actes, de 1875 : Silins, Mescheriakova, solistes, chœurs et Orchestre Symphonique de Vienne, dirigés par Vladimir Fedosseïev, enreg. 1997, Koch